# کریشنا کومار بیرلا
کریشنا کومار بیرلا (انگلیسی: K. K. Birla; ۱۱ نوامبر ۱۹۱۸ – ۳۰ اوت ۲۰۰۸) سیاست‌مدار و نیکوکار اهل هند بود.